# Commissaire Delmotte

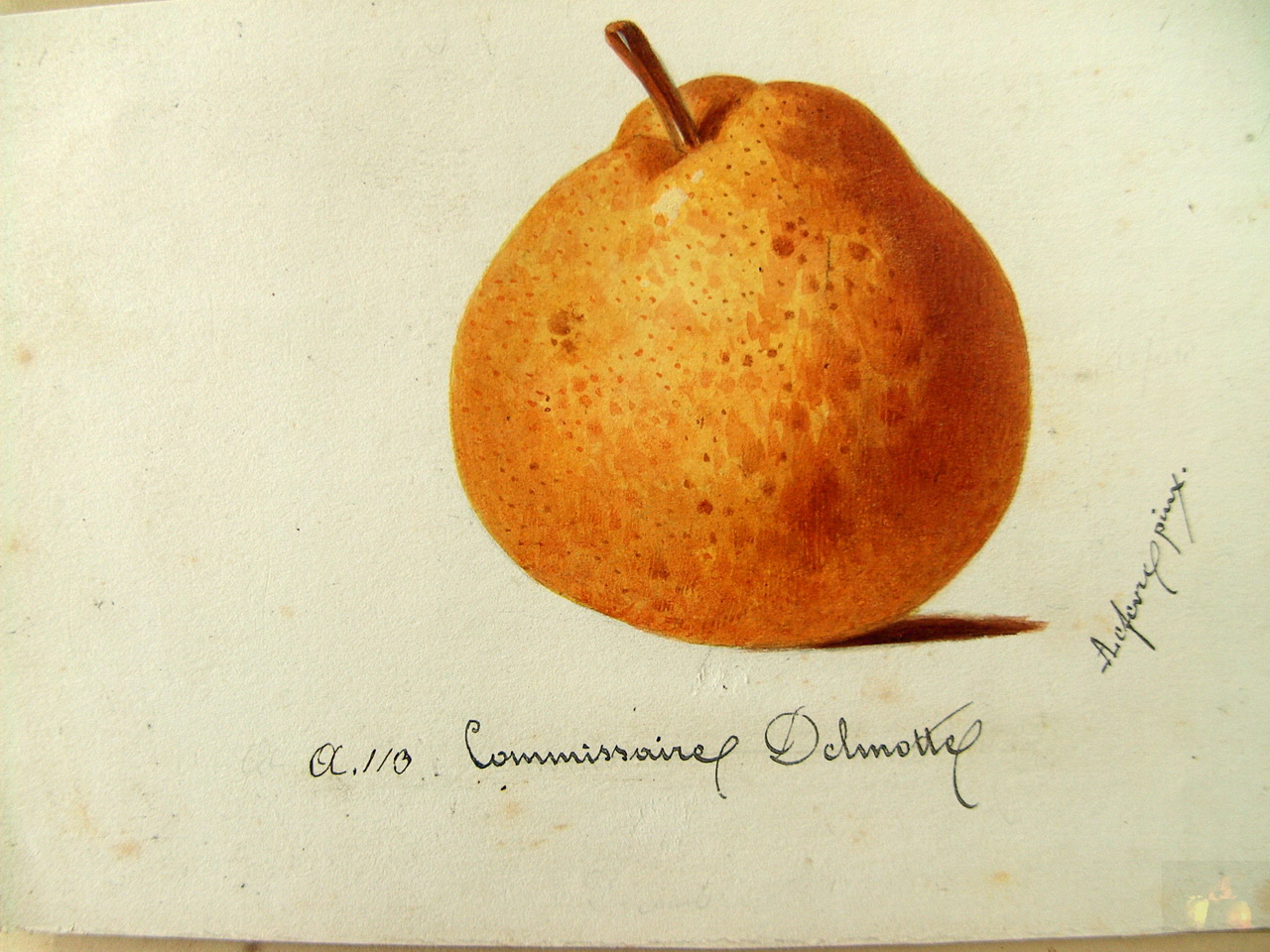
Commissaire Delmotte, aquarelle.

La Commissaire Delmotte est une variété ancienne  de poire.

## Origine
Obtentenue à partir de pépins de Doyenné d'Hiver par Xavier Grégoire, tanneur de Jodoigne, la variété est dédiée à M. Delmotte, commissaire d'arrondissement à Nivelles, Belgique. Sa première fructification date de 1852 ou 1853.

## Description
La « Commissaire-Delmotte » est une poire à peau rude et supportant bien les fatigues du transport. Le fruit est assez gros et de bonne qualité. L'arbre pousse bien et finit par être d'un rapport avantageux.